# Cyclops bodamicus
Cyclops bodamicus is een eenoogkreeftjessoort uit de familie van de Cyclopidae. De wetenschappelijke naam van de soort is voor het eerst geldig gepubliceerd in 1886 door Vosseler.